# Tales Told by Dead Friends
| Recensione | Giudizio |
| ---------- | -------- |
| AllMusic   | [ 1 ]    |

Tales Told by Dead Friends è l'EP di debutto del gruppo musicale statunitense Mayday Parade, pubblicato il 13 giugno 2006 indipendentemente. È stato successivamente ripubblicato dalla Fearless Records, con cui la band ha firmato nell'agosto 2006, il 7 novembre dello stesso anno.
Dei sei brani contenutivi solo When I Get Home, You're So Dead è stato registrato nuovamente, per poi essere incluso nel loro primo album A Lesson in Romantics (2007) e pubblicato come singolo.

## Tracce
Testi di Jason Lancaster, eccetto dove indicato; musiche dei Mayday Parade.
1. Just Say You're Not into It – 4:21
2. When I Get Home, You're So Dead – 3:29
3. One Man Drinking Games – 4:39
4. Your Song – 3:57
5. Three Cheers for Five Years – 5:39 (Jake Bundrick)
6. The Last Something That Meant Anything – 4:53

## Formazione
- Derek Sanders – voce
- Jason Lancaster – voce, chitarra ritmica
- Alex Garcia – chitarra solista
- Brooks Betts – chitarra ritmica
- Jeremy Lenzo – basso, voce secondaria
- Jake Bundrick – batteria, percussioni